# Nikolaj Telesjov

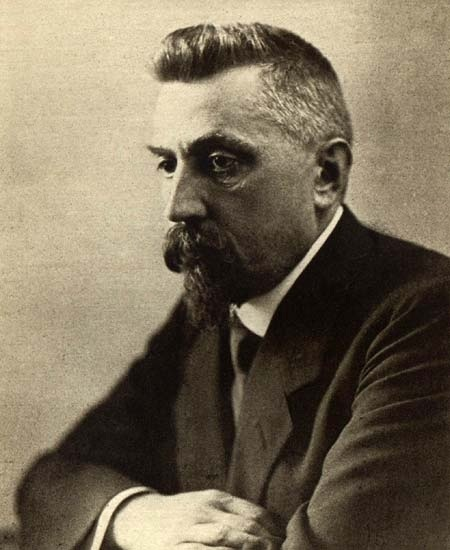
Nikolaj Telesjov

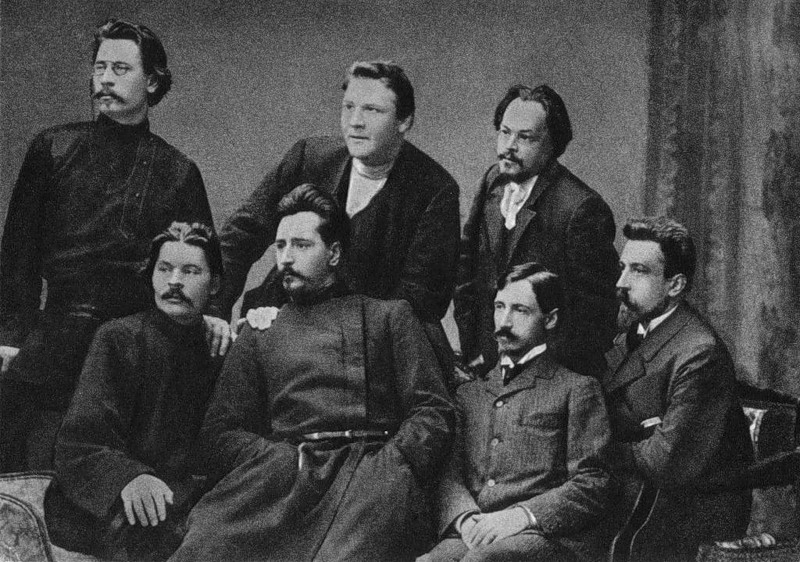
Woensdaggroep, staand Skitalets, Sjaljapin, Chirikov, zittend v.l.n.r. Gorki, Andrejev, Boenin, Telesjov

Nikolaj Dmitrijevitsj Telesjov (Russisch: Никола́й Дми́триевич Телешо́в), (Moskou, 10 november 1867 - aldaar, 14 maart 1957), was een Russisch dichter en schrijver.

## Leven en werk
Telesjov was de zoon van een koopman. Zijn eerste gedichten publiceerde hij in 1884. Vervolgens kreeg hij aan het einde van de negentiende eeuw vooral bekendheid met zijn korte verhalen, waarvan Het duel, over het bekrompen koopmansleven, het meest bekend is. In 1894 maakte hij op advies van zijn grote voorbeeld Anton Tsjechov een reis door Siberië, hetgeen resulteerde in een groot aantal schetsen over het harde leven van de immigranten daar.
In 1899 richtte Telesjov "Woensdaggroep" ("Sreda") op, een literait genootschap dat elke woensdagavond bijeenkwam en waaraan onder andere werd deelgenomen door de schrijvers Skitalets, Chirikov, Gorki, Andrejev en Boenin. Hij participeerde ook in Gorki's private uitgeverij Znaniye ("Kennis"). In zijn in 1952 gepubliceerde memoires zou hij levendige herinneringen ophalen aan deze periode.
Na de Russische Revolutie werkte Telesjov in diverse overheidsbaantjes, onder andere lange tijd voor het Volkscommissariaat voor onderwijs. Daarnaast bleef hij ook schrijven, met Het begin van het einde als meest markante werk. Hij overleed in 1957, 89 jaar oud en werd begraven op de Novodevitsjibegraafplaats.